# Acadèmiques

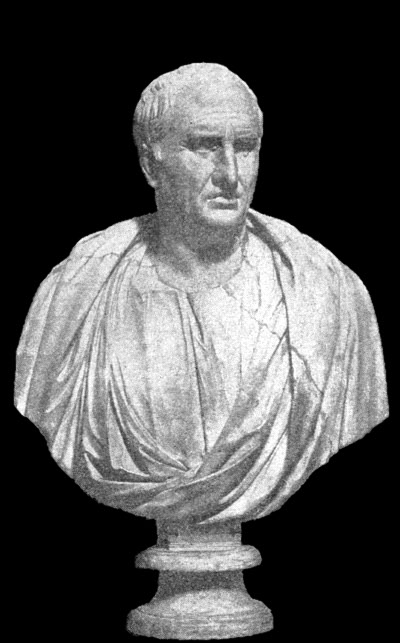
Bust de Ciceró

Academica (o Academici libri) (en català: les Acadèmiques) és una obra filosòfica, en forma de diàleg socràtic, escrita per Marc Tul·li Ciceró l'any 45 aC., sobre epistemologia, la teoria del coneixement, a través de les doctrines d'Antíoc d'Ascaló, Arcesilau i Carnèades. Segons les cartes de Ciceró a Àtic hauria estat escrita immediatament després dels perduts Consolatio i Hortensius i abans de De finibus.

## Context
Ciceró havia estudiat filosofia a la seva joventut, aprenent les ensenyances de les tres escoles més importants, la de Filó de l'Acadèmia, la de l'estoic Diodot, i la de Fedre l'Epicuri, ja que tots ells varen arribar a Roma escapant de la guerra mitridàtica. Als vint-i-set anys es va retirar per un temps de la vida publica i va passar sis mesos a Atenes estudiant filosofia. En reprendre la seva carrera pública va continuar els seus estudis filosòfics en els moments d'oci tal com explica en molts passatges de les seves cartes. En el moment en què va escriure els Academica, a principis del 45 aC després de la derrota final de Pompeu en la batalla de Farsal, Ciceró tenia seixanta-dos anys, i condemnat pels disturbis polítics a viure fora de Roma, buscà en la filosofia un consol per a mitigar els seus dolors, com el seu divorci de Terència al 46 aC i sobretot la mort de la seva filla Túl·lia al 45 aC.

## Composició
Son un dels primers treballs que Ciceró va escriure en el seu període de dedicació a l'escriptura de tractats filosòfics. Després de la mort de la seva filla Túl·lia, al febrer de l'any 45 a.C., per a buscar consol, va escriure la Consolatio, i posteriorment Hortensius, una exhortació a l'estudi de la filosofia.
El 7 de maig d'aquell any, en una de les cartes al seu amic i editor Àtic comenta que en aquell moment s'està dedicant a un treball complex, es creu que Ciceró fa referència al seu treball en els Academica. El 13 de Maig, Ciceró anuncia que el Catulus i el Lucullus , tal com s'anomenen els dos llibres de la primera versió dels Academica, estaven complerts, encara que en aquell moment es refereix a ells amb el mot syntagmata. Per altra banda, Ciceró diu que abans del 29 de maig havia enviat a Àtic, que es trobava a Roma, dos llibres, es creu que es referiria al Catulus i al Lucullus. De manera que es creu que el Catulus i el  Lucullus varen ser escrits, aproximadament, durant el mes d'abril i els principis del mes de maig de l'any 45 aC. Però Ciceró s'adonà que els personatges escollits com a interlocutors, Quint Lutaci Càtul i Luci Licini Lucul·le, així com Quint Hortensi Hòrtal, que també hi apareixia, no serien del tot apropiats, ja que va considerar que no serien convincents en un debat filosòfic complicat, de manera que els canvia per Cató l'Uticense i Marc Juni Brut.
Cap el 22 de juny, Àtic envia una carta a Ciceró en la que li demana que doni a Marc Terenci Varró, el paper protagonista a algun dels seus diàlegs, ja que Varró havia promès dedicar una obra extensa i important que estava escrivint a Ciceró (De lingua latina), de manera que Ciceró dedicà a Varró els Academica. A més, decideix substituir Cató i Brutus per Varró. El 24 de juny Ciceró comunica a Àtic que dels dos llibres n'ha acabat fent quatre, l'endemà li comunica que l'ha inclòs com a tercer interlocutor. El 30 de Juny comunica a Àtic que ja ha enviat a Roma els quatre llibres dels Academica per a ser copiats.
Només han arribat fins a nosaltres el llibre segon de la primera redacció, és a dir el Lucullus i el primer, encara que incomplert de la segona. Aquesta segona edició és aquella a la qual es refereix més Ciceró en les seves al·lusions a aquest treball després d'haver-hi fet les modificacions. El títol ja és Academica, encara que també el descriu com a Academici libri.
A partir de les cartes de Ciceró no queda clar què constituïa realment la publicació dels Academica, encara que suggereix a Àtic que no es publiqui la primera edició, sinó la segona. Si més no, sembla que Ciceró no va aconseguir que es descartés del tot la primera edició, per aquest motiu la segona part d'aquesta primera edició ens ha arribat a nosaltres, mentre que de la segona edició només ens han arribat el primer quart i alguns fragments de la resta. Es conserven aleshores només tres quarts de l'obra sencera, i només un quart de la forma que finalment va ser autoritzada pel seu autor. Alguns editors moderns han designat la part que ens ha arribat de la primera edició Academica priora, i la part que ens ha arribat de la segona Academica posteriora.

## Temes i contingut

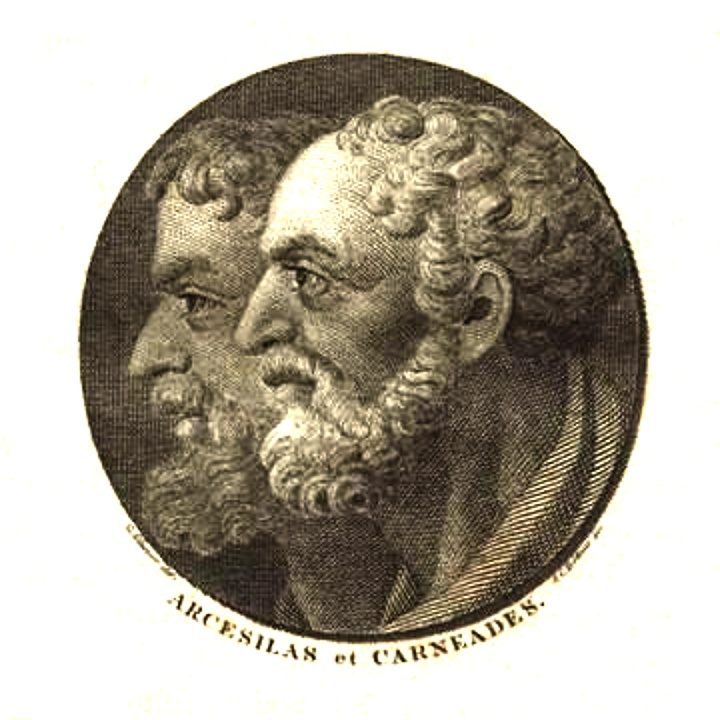
Els filòsofs grecs Arcesilau i Carneades, dels Academica de Ciceró, editat per Johann August Goerenz, 1810

El debat dels Academica se centra únicament en la teoria del coneixement, i no en tots els àmbits de la filosofia. En la part d'aquestes obres que s'ha conservat, l'autor ens exposa la polèmica d'Antíoc d'Ascaló en contra d'Arcesilau i de Carnèades. Arcesilau havia dirigit l'Acadèmia des del 268 aC fins al 241 aC aproximadament. Després d'ell, hi van haver 3 directors més, i a continuació Carneàdes la va dirigir des de la mort d'Hegesi fins al 137 aC. En morir Carnèades, l'Acadèmia va passar a ser dirigida per Clitòmac de Cartago i després per Filó de Làrissa, aquest últim va ser succeït per Antíoc, el qual la va dirigir del 88 aC al 68 aC.
Antíoc havia estat deixeble de Filó i va defensar durant molt temps les doctrines d'Arcesilau i de Carnèades, però posteriorment, a la seva maduresa, les va atacar i va abraçar les de l'estoïcisme, sobretot pel que fa a la teoria del coneixement. Antíoc volia presentar l'estoïcisme com una modificació de les doctrines de l'Antiga Acadèmia (els primers successors de Plató), i considerava que els successors de Plató i dels acadèmics eren els estoics.
Els antics estaven d'acord que tot el coneixement deriva dels sentits, però existien diferents visions sobre la fiabilitat de les representacions que s'obtenen a partir dels sentits.Per a Antíoc, igual que per als estoics, el criteri de la veritat es la representació: la imatge o copia que imprimeixen els objectes a l'ànima a través dels sentits. Per als estoics, les representacions obtingudes a partir dels sentits poden ser errònies, però l'home posseeix un criteri innat per a corregir-les. Els estoics creien en l'habilitat humana per a aconseguir el coneixement absolut.
Els escèptics, com Filó de Làrissa en canvi, mantenien, com els estoics, que els sentits no eren infal·libles però negaven l'existència del criteri estoic. Per als escèptics el coneixement era humanament inabastable, de manera que la correcta actitud filosòfica és la del dubte i la indecisió. Arcesilau arremetia especialment contra els estoics. Argumentava, en contra d'ells, que no és possible distingir les representacions vertaderes de les falses, ja que al costat de cada representació vertadera n'existeix una altra del falsa que presenta el mateix aspecte que aquella. De la mateixa manera que Arcesilau, Carnèades negava que les representacions vertaderes tinguessin característiques diferents a les falses.

### Temes i continguts alsAcademica priora
Els Academica varen constar primerament de dos llibres que portaven els noms de Catullus i Lucullus respectivament, fent referència als personatges que hi figuraven com a interlocutors, Quint Lutaci Catul i Luci Licini Lucul·le, a més de Quint Hortensi Hòrtal i el propi Ciceró. Càtul i Hortensi teníen la seva aparició principal al llibre primer, Lúcul al segon i Ciceró en ambdós. No es coneix amb gaire precisió el contingut del llibre primer, però es suposa que Càtul hi exposava l'escepticisme i la teoria de la “probabilitat” de l'acadèmic Carnèades; Hortensi, el dogmatisme de Antíoc d'Ascalona, i Ciceró la teoria de la “probabilitat” con l'entenia l'acadèmic Filò de Làrissa. D'aquesta primera edició només es conserva el segon llibre, el titulat Lucullus, on aquest famós i opulent romà combat en ell l'escepticisme i les opinions de l'Acadèmia i de Filó, seguint les doctrines d'Antíoc, el seu antic mestre. El mateix Ciceró li contesta en defensa de l'Acadèmia, negant la percepció i admetent només la probabilitat i el dret que el savi té a opinar.

### Temes i continguts alsAcademica posteriora
Aquesta edició consistia en quatre llibres, dels quals s'ha conservat el primer. En el llarg fragment conservat del llibre primer Varró i Ciceró, personatges principals, discuteixen en presència d'Àtic. El primer defensa les idees d'Antíoc, fundador de la cinquena Acadèmia; com que Varró era un fidel partidari de les doctrines d'Antíoc, a Ciceró li va semblar que ell era la persona més idònia per a exposar-les. Varró fa una exposició històrica de la filosofia des de Sócrates fins a Arcesilau; el segon pren al seu càrrec la defensa de les doctrines de Filó o de la Nova Acadèmia, i continua l'exposició des d'Arcesilau fins a Carnéades.

## Personatges
-Quintus Lutatius Catulus, va ser un distingit líder de l'aristocràcia, va ser cònsol amb Lèpid al 78 aC, quan va resistir els esforços d'aquest per derogar els actes de Sul·la. Es va oposar al conferiment de poders extraordinaris a Pompeu al 67 aC i el 60 aC, i va ser censor amb Cras al 65 aC. Va morir l'any 60 aC. No existeixen evidències que estigués interessat en la filosofia. Al diàleg professa només estar exposant el punt de vista del seu pare. Catul el Vell va ser un home de gran cultura, però Ciceró no el va poder introduir al diàleg per raons de cronologia: va morir al 87 aC.
-Lucius Licinius Lucullus (c.110-57 aC) va ser també un partidari de Sul·la, i va ser famós com a conqueridor de Mitridates. Va ser reemplaçat en el seu comandament per Pompeu al 66 aC, i gradualment es va retirar de la vida pública.
-Quintus Hortensius (114-50 aC) va fer carrera i fortuna gràcies a la seva habilitat oratòria. Partidari de Sul·la i el partit aristocràtic, va ser cònsol al 69 aC. Hortensi va ser un oponent de Pompeu, i de la coalició de Pompeu amb Cras i Cèsar, al 60 aC es va retirar de la política.
-Marcus Terentius Varro (116-28 aC) Els seus treballs inclouen agricultura, gramàtica, religió, política, biografies, filosofia, geografia i lleis; algunes parts dels seus treballs d'agricultura i gramàtica ens han arribat. També va tenir una carrera pública, va encarregar-se del comandament naval contra els pirates i contra Mitridates, i va donar suport a Pompeu a la guerra civil, però després de Farsal Cèsar el va perdonar i va aprofitar els seus talents per a recopilar llibres per a un projecte de biblioteca pública.

## Dates imaginàries del diàleg
La data de la primera edició seria entre el 63 aC., l'any del consolat de Ciceró (al que fa al·lusió a Ac. II. 62), i el 60 aC, quan Catul va morir. En la segona edició la data imaginària seria propera a l'any de composició, el 45 aC.